# Гильом I де Беллем
Гильом I Беллем (фр. Guillaume Ier de Bellême; 960—1028) — сеньор Беллема и Алансона. Член дома Беллем.

## Биография

### Правление
Гильом был сыном Ива де Беллема и его жены Годхут. Отцом Ива Беллема, возможно, был Ив де Крей (regis balistarius во дворе Людовика IV, что, возможно, означает должность начальника осадного вооружения). Центром их владений был замок Беллем, построенный недалеко от бывшей темницы Беллем на территории графства Мэн. С согласия герцога Нормандии Ричарда I Гильом построил ещё два замка — по одному в Алансоне и Домфроне. Однако же в уставе аббатства Лонле на земле Neustria Pia он описывал себя как принцепса Гильома и provinciae principatum gerens. Это означает, что он считал себя независимым сеньором или же принцем своих земель.
Впервые же в документах Гильом упоминался в 1000 году в качестве королевского маршала, когда он сопровождал короля в Тулузу. Следующее упоминание о нём относится к 1005 году, когда он унаследовал владения своего отца.
Его брат Авигод, епископ Ле-Мана, находился в постоянной вражде с графом Мэна Гербертом I. В 1020 году Авигод укрылся в замке Беллем, принадлежавшем Гильому, так как был изгнан из своих земель Гербертом, за что Авигод наложил интердикт на земли графа и отлучил его от церкви. Гильом вместе с братом решил атаковать графа, оборонявшегося в замке Баллон, однако бой складывался не в их пользу до прибытия вассала Гильома Жиро, который обратил войско графа в бегство. Впоследствии Гильом представил Жиро герцогу Ричарду, который наградил его земельным наделом в Хижоне.
В 1027 году Гильом восстал против нового герцога Роберта Дьявола, однако потерпел поражение, но был помилован. Позже один из сыновей Гильома, Фульк Беллем, погиб в неудачном сражении при Блавоне против нормандцев.

### Наследство
Так как его сыновья Фульк и Уэрин (ум. в 1026) умерли ещё до смерти отца, наследником стал другой его сын, Роберт. Однако позднее Роберт Беллем умер в тюрьме, оставив титул сеньора Беллема четвёртому сыну Гильома и своему брату Иву, который вскоре стал также епископом Си. Пятый сын, Гильом Талвас, управлял землями Беллемов на правах наместника своего брата, епископа Си Ива Беллема до самой смерти последнего, после чего Вильям вступил в наследство в качестве сеньора Беллема, Алансона и Домфрона. Шестой сын, Бенуа Беллем, стал монахом в аббатстве Флёри.